# Мишел Беров
Мишел Беров (на френски: Michel Béroff) е френски пианист и диригент от български произход.

## Биография
Роден е на 9 май 1950 г. в Епинал, Франция. Завършва Консерваторията в Нанси, печелейки първа награда през 1962 г. и награда за отличие през 1963 г. През 1966 г. завършва Консерваторията в Париж при Ивон Лорио, печелейки първа награда.

## Кариера
Дебютира през 1967 г. в Париж и печели първа награда в конкурса Оливие Месиен в рамките на фестивала Роян. От тогава редовно музицира с повечето от големите световни оркестри, а също така и като солист. През 1972 и 1975 г. прави изключително успешни турнета в Южна Африка. Участва в множество записи за EMI с произведения от Лист, Прокофиев, Стравински, Й. С. Бах, Дебюси, Барток, Месиен. Също така и дирижира.